# Trniče
Trniče este o localitate din comuna Starše, Slovenia, cu o populație de 408 locuitori.